# کیت هرون

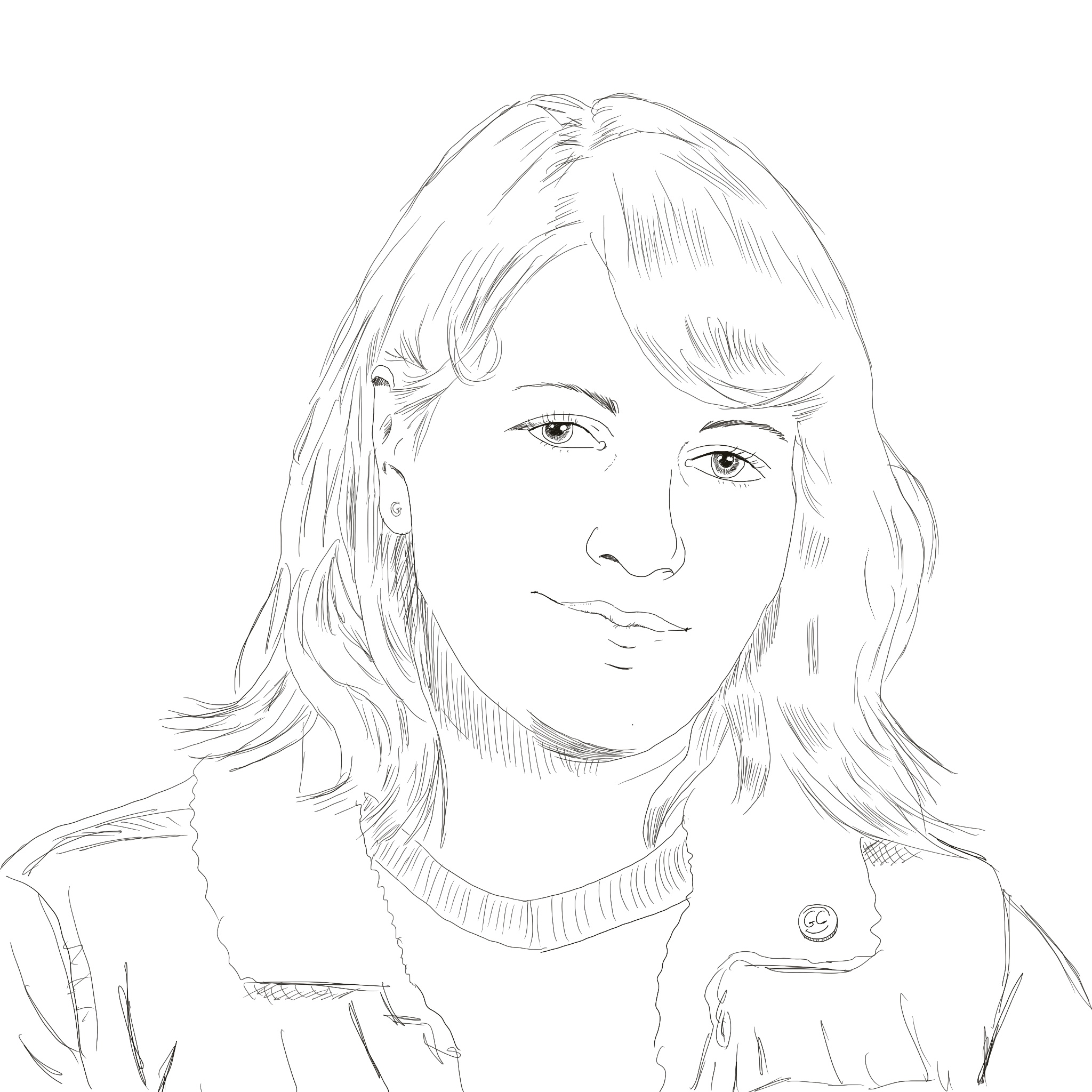
کیت هرون

کیت هرون (زاده۱۹۸۸/۱۹۸۷) کارگردان، نویسنده و تهیه‌کننده انگلیسی است او کارگردان و مجری فصل اول سریال لوکی محصول دیزنی پلاس بود.
وی یک دوجنسگرا است.